# Stegovnik
Il Monte Stegovnik con 1.692 m s.l.m. è una cima delle Alpi di Kamnik e della Savinja.

## Ascensioni
- Spodnje Jezersko - fattoria Rezman - altopiano Močnikova - Stegovnik.